# Maria Hiszpańska-Neumann

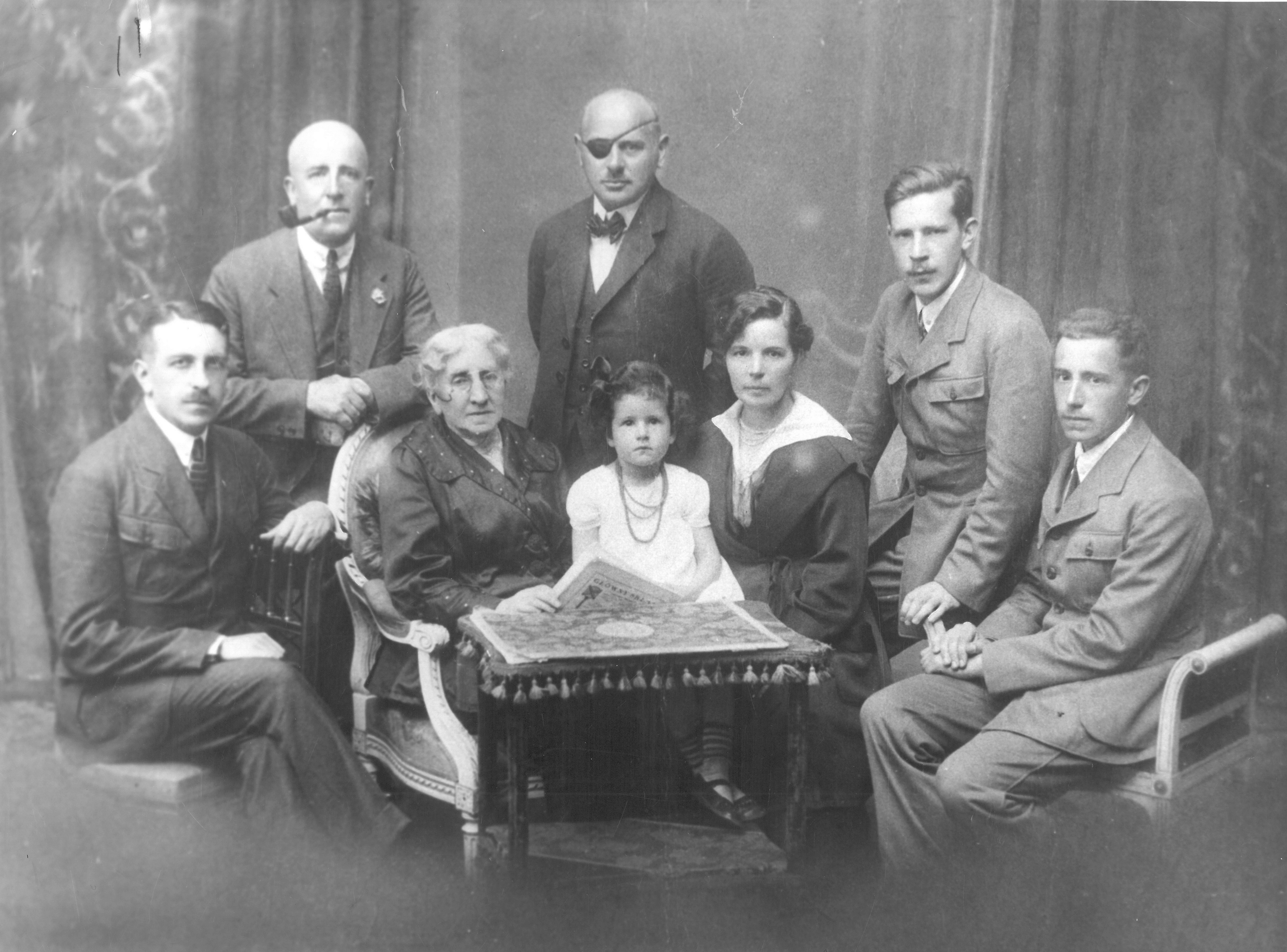
Portret rodzinny Hiszpańskich z około 1920 roku. Maria Hiszpańska-Neumann w środku

Maria Zofia Janina Hiszpańska-Neumann (ur. 28 października 1917 w Warszawie, zm. 12 stycznia 1980 tamże) – polska artystka zajmująca się grafiką i malarstwem, a także ilustratorka książek; członkini Związku Polskich Artystów Plastyków.

## Życiorys
Urodziła się w rodzinie Stanisława Feliksa Hiszpańskiego, znanego warszawskiego mistrza szewskiego, i Zofii Janiny z domu Kraków. Była najmłodszym dzieckiem; miała jeszcze dwóch starszych braci: Zdzisława i Stanisława, który również został artystą. Ukończyła Gimnazjum Popielewskiej-Roszkowskiej w 1935 roku, po czym rozpoczęła studia w Akademii Sztuk Pięknych w Warszawie u profesorów Karola Tichego, E. Czerwińskiego, Stanisława Ostoi-Chrostowskiego i Wacława Waśkowskiego. W 1939 roku ukończyła studia, jednak do wybuchu wojny już nie zdążyła zrobić dyplomu.
Ojciec Marii Hiszpańskiej zginął podczas bombardowania 25 września 1939 roku. Podczas okupacji niemieckiej działała w Związku Walki Zbrojnej. 19 czerwca 1941 roku została aresztowana wraz z rodziną profesora Józefa Jana Siemieńskiego i uwięziona w Radomiu, potem w Pińczowie. 10 kwietnia 1942 roku wywieziona do obozu Ravensbrück, gdzie otrzymała numer 10219. Podczas pobytu w obozie wykonała wiele rysunków. Pracowała przymusowo w zakładach zbrojeniowych w Neubrandenburgu, w kwietniu 1945 roku uciekła podczas ewakuacji i doczekała w lesie wyzwolenia.
Latem 1945 roku powróciła do Warszawy. Zajęła się głównie grafiką książkową. Stworzyła wiele drzeworytów, głównie w technice sztorcowej. Współpracowała z wydawnictwem „Wiedza”, potem „Książka i Wiedza”. W latach pięćdziesiątych XX wieku współpracowała z „Tygodnikiem Powszechnym”. Stworzyła wiele rysunków poświęconych życiu w obozach koncentracyjnych, z których część znalazła się w zbiorach muzeum w Ravensbrück.
W 1946 roku wzięła udział w plenerze artystycznym w Nowej Rudzie zorganizowanym dla studentów Wyższej Szkoły Sztuk Plastycznych w Łodzi. Kartki pocztowe z drzeworytami artystki, będących efektem pleneru, znajdują się w zbiorach Muzeum Ziemi Kłodzkiej. W latach 1954–1955 wyjeżdżała do Bułgarii. Z wykonanych tam szkiców powstał album drzeworytów Tyrnowo.
W roku 1960 w związku z wystawą indywidualna przebywała przez kilka miesięcy w Egipcie. Ponieważ w latach 60. brak było zainteresowania współpracą z nią ze strony wydawnictw polskich, zdecydowała się na współpracę z wydawnictwami z NRD. Wydanie Tristana i Izoldy Gottfrieda von Strassburga w języku niemieckim z ilustracjami Hiszpańskiej zostało uznane w 1961 za najpiękniejszą książkę roku.
Począwszy od roku 1965 zajęła się malarstwem ściennym, zwłaszcza w obiektach sakralnych. Współpracowała z architektem Władysławem Pieńkowskim.
Maria Hiszpańska-Neumann [...] kochała średniowiecze, czuła jego nastrój, anegdotę i dowcip. Z wielkim znawstwem posługiwała się realiami średniowiecza, o których wiadomości przekazała nam zarówno historia, jak i literatura. [...] Wśród minstrelów i wagantów, pokutników i „Rycerzy Okrągłego Stołu” czuła się swobodnie.
Prace swoje sygnowała rysunkiem myszki – symbol pochodzi od jej pseudonimu „Mysz”.
W 1948 roku poślubiła muzykologa Janusza Neumanna. Zmarła w Warszawie, pochowana na służewskim cmentarzu przy ul. Wałbrzyskiej.
W 2019 roku ukazała się biografia artystki autorstwa Marii Czarneckiej i Ewy Kiedio pod tytułem Zostały mi słowa miłości. Maria Hiszpańska-Neumann: życia i twórczość.

## Twórczość

### Ilustracje
- Federico Garcia Lorca: Wiersze i dramaty, przekład Zofii Szleyen, ilustracje Marii Hiszpańskiej, Książka i Wiedza, Warszawa 1951.
- Jakub z Voragine: Złota legenda, przekład Janiny Pleziowej, ilustracje Marii Hiszpańskiej-Neumann. PAX, Warszawa 1955.
- François Villon: Wielki testament, przekład Tadeusz Boy-Żeleński, ilustr. Maria Hiszpańska-Neumann, Państwowy Instytut Wydawniczy, 1982, ISBN 83-06-00707-7.
- Gottfried von Strassburg: Tristan und Isolde, Aus dem Mittelhochdeutschen übertragen und erläutert von Günter Kramer, mit 20 Holzschnitten von Maria Hiszpanska-Neumann, Verlag der Nation, Berlin (NRD) 1966.

### Obiekty sakralne
- Malarstwo we wnętrzu kaplicy ojców Franciszkanów „Wieczernik” w Warszawie – Kaplica M. B. Anielskiej (1966–1969), we współpracy z arch. Władysławem Pieńkowskim; kaplica zlikwidowana w lutym 2010 roku
- Fryz „Pochód więźniów” we wnętrzu kaplicy „Oświęcimskiej” w kościele św. Józefa w Tarnowie (1967), we współpracy z arch. Władysławem Pieńkowskim
- Malowany krucyfiks w kościele księży Orionistów w Parafii Opatrzności Bożej w Kaliszu, we współpracy z arch. Władysławem Pieńkowskim
- Ołtarz Świętych Polskich w kościele św. Klemensa Hofbauera w Warszawie (1968)
- Droga Krzyżowa i mozaika w głównej kaplicy kościoła św. Stanisława Kostki w Tarnowie (1976)[4]
- Droga Krzyżowa w dolnym kościele (1975) oraz mozaika w kaplicy św. Józefa (1977) w kościele św. Michała Archanioła w Warszawie
- Wnętrze kaplicy w Hübingen (1978)

## Ordery i odznaczenia
- Złoty Krzyż Zasługi (11 lipca 1955)[5]
- Medal 10-lecia Polski Ludowej (19 stycznia 1955)[6]